# Ilicura militaris
El saltarín militar (Ilicura militaris), es una especie de ave paseriforme perteneciente a la familia Pipridae. Es la única especie del género monotípico Ilicura. Es endémico de la Mata Atlántica del sureste de Brasil.

## Distribución y hábitat
Se distribuye en el sureste de Brasil, en el sur de Bahía, y desde  el sur de Minas Gerais y Espírito Santo hacia el sur hasta el oeste de Paraná y noreste de Santa Catarina. Una población aislada en el centro de Goiás.
Esta especie puede ser poco común a localmente bastante común en su hábitat natural: el sotobosque de selvas húmedas de piedemonte entre los 600 y 1200 m de altitud más hacia el norte y hasta el nivel del mar hacia el sur.

## Descripción
La hembra mide 11 y el macho 12,5 cm de longitud. Presenta un marcado dimorfismo sexual, siendo que el macho es negro por arriba con la frente, el bajo dorso y la rabadilla rojos y las plumas de vuelo oliva; la face es gris y blanco sucio por abajo. Las plumas centrales de la cola son más largas. Por otra parte, la hembra es oliva intenso por arriba, face y garganta grisáceas; blanca por abajo, la cola es menos alargada y en forma de cuña. Ojo anaranjado.

## Comportamiento
En general es visto solo; parece más propenso a seguir bandadas mixtas que otros miembros de su familia, en subcopas de bosques secundarios altos o en bosques primarios.

### Alimentación
Consumen frutos y también pequeños insectos que capturan en vuelos cortos.

### Reproducción
Ejecutan ritos nupciales, los machos cantan encaramados en el alto de su territorio y realizan exhibiciones en ramas horizontales fijas, volando al largo de las mismas y ejecutando «loopings» para allá y para acá. Construyen un nido similar al de otras especies de su familia: en forma de taza donde deposita dos a tres huevos.

### Vocalización
El canto característico y frecuente, es una serie simple y descendiente de tres a cinco notas agudas «fififi...»; durante la exhibición, el macho emite una versión más prolongada.

## Sistemática

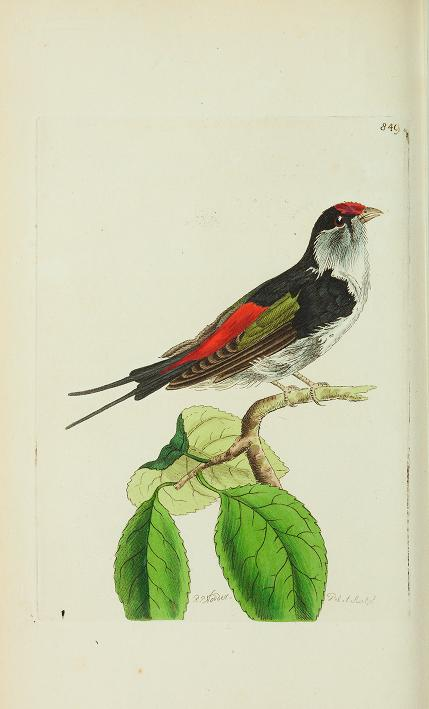
Pipra militaris, ilustración de Nodder en The naturalist's miscellany, or Coloured figures of natural objects, 1809.

### Descripción original
La especie I. militaris fue descrita por primera vez por el naturalista británico George Kearsley Shaw en 1809 bajo el nombre científico Pipra militaris; la localidad tipo es «América del Sur» restringido posteriormente para «vecindad de Río de Janeiro, Brasil». Algunos autores como BirdLife International citan a Frederick Polydore Nodder como coautor, pero la mayoría de los autores consideran que Nodder no participó de la descripción.
El género Ilicura fue propuesto por el ornitólogo alemán Ludwig Reichenbach en 1850.

### Etimología
El nombre genérico femenino «Ilicura» se compone de las palabras del griego «helix, helikos» que significa ‘rizo’, ‘zarcillo’, y «ουρα oura» que significa ‘cola’; y el nombre de la especie «militaris», en latín significa ‘militar’, ‘marcial’.

### Taxonomía
Es monotípica. Aparentemente ha hibridado con Chiroxiphia caudata.
Los estudios de filogenia molecular de Tello et al (2009) y McKay et al (2010), verificaron la existencia de dos clados bien diferenciados dentro de la familia Pipridae: uno llamado de subfamilia Neopelminae, agrupando a los saltarines más asemejados a atrapamoscas de los géneros Neopelma y Tyranneutes; y los restantes géneros llamados de "saltarines propiamente dichos", incluyendo el presente Ilicura, en un clado monofilético Piprinae Rafinesque, 1815. Esto fue plenamente confirmado por los amplios estudios de filogenia molecular de los paseriformes subóscinos realizados por Ohlson et al (2013). El Comité de Clasificación de Sudamérica (SACC) adopta esta última división y secuencia linear de los géneros, a partir de la aprobación de la Propuesta N° 591. La clasificación Clements Checklist/eBird, el Congreso Ornitológico Internacional (IOC), y el Comité Brasileño de Registros Ornitológicos (CBRO) adoptan integralmente esta secuencia y división (el CBRO divide en tres subfamilias, siguiendo a Tello et al. (2009), y coloca al presente en una subfamilia Ilicurinae Reichenbach, 1850).